# Darío Vittori
Melito Darío Spartaco Margozzi, más conocido como Darío Víttori (Guidonia Montecelio, Lacio, 14 de septiembre de 1921-Buenos Aires, 19 de enero de 2001) fue un actor, humorista y productor teatral argentino.

## Comienzos teatrales
Nacido en Italia, llegó a la Argentina con solo un año de edad. Comenzó haciendo comedias frente a veinte personas hasta llegar a las cien. De 1939 a 1957 integró la Compañía Italiana, un grupo teatral con nutrido repertorio en italiano. En 1958 comenzó a actuar en castellano, participando de la compañía teatral de Eva Franco con la obra Bettina.

## Consagración
A principios de los años sesenta, dirigido por Nino Fortuna Olazábal, se destacó ofreciendo teatro desde los sets televisivos con Teatro como en el teatro, que se mantuvo varias temporadas. En 1963 debutó en cine con un pequeño papel en Los que verán a Dios, de Rodolfo Blasco. En 1965, luego de actuar en Ritmo nuevo, vieja ola acompañó a Tita Merello en Los hipócritas y en 1967, a Jorge Barreiro en ¡Esto es alegría!, de Enrique Carreras. Ese mismo año integró el elenco de la comedia Villa Cariño, del cual se realizó otra versión un año después de la que él también participó. Su mayor lucimiento en cine lo cumplió en el protagónico de Blum, de Julio Porter, además fue coargumentista de Las píldoras y productor de ¡Esto es alegría!, que se estrenó en video pero no en los cines. Trabajando asiduamente en todos los medios, continuó con significantes roles en este medio en filmes de escaso éxito. En 1981 compuso el personaje de don Carmelo en ¿Los piolas no se casan...?, película picaresca donde actuaron Santiago Bal y Tristán.
Desarrolló una extensísima y exitosa carrera en el teatro de Argentina, hizo filmes y televisión. Se recuerdan sus ciclos con más de 1500 capítulos, entre Teatro como en el teatro, Esto es teatro, Teatro de Humor, Humor a la italiana, El teatro de Darío Víttori, durante veintiocho años hizo una comedia en la TV argentina por semana, por el 9 y por otros. 
En los comienzos del años sesenta inició su carrera como actor televisivo, actuando en ciclos como El hacha de oro, Arsenio Lupín, ¿Es usted el asesino? y El anticuario, actuando con Narciso Ibáñez Menta, Adolfo Linvel, Selva Alemán, entre otros. A pesar de su larga carrera en este medio, su consagración absoluta se produjo en los años ochenta con Las comedias de Darío Víttori, en compañía de diversos actores, pero principalmente de Graciela Pal. Como muchos otros actores supo adecuarse tanto a roles mayores como a los más pequeños, y participó en los años noventa del programa Alta comedia.

## Filmografía[2][3]
- 1963: La fin del mundo.
- 1963: Los que verán a Dios.
- 1964: Ritmo nuevo, vieja ola.
- 1965: Orden de matar, sacerdote
- 1965: Los hipócritas, Dr. Massini
- 1966: De profesión sospechosos, sr. Andrade
- 1967: ¡Esto es alegría!, Sr. Venturini (publicada en video)
- 1967: Digan lo que digan.
- 1967: Las pirañas.
- 1967: Villa Cariño.
- 1968: Lo prohibido está de moda.
- 1968: Villa Cariño está que arde.
- 1969: ¡Qué noche de casamiento!.
- 1970: Blum.
- 1972: Las píldoras.
- 1975: Los chantas, ingeniero
- 1977: Así es la vida, Liberti
- 1980: Frutilla, Florencio Parravicini
- 1980: Subí que te llevo.
- 1981: ¿Los piolas no se casan...?, don Carmelo
- 1982: Esto es vida (no estrenada).
- 1983: La Hora de Juan Pérez.  Corporación de Televisión de la Universidad Católica de Chile.
- 2000: Chicos ricos, Rubén
- 2001: Un día de suerte, Abuelo

## Teatro
- Navidad con los Cupiello (en 1966),
- Mi familia (en 1983),
- Una noche entre pañales (en 1988),
- Cremona (en 1989),
- Dios salve a Escocia,
- Las píldoras,
- Atiendo viudas,
- Paula y los leones,
- El padre de la novia,
- El bicho bajo la lupa e incursionó en el musical en
- Los ángeles de Vía Venetto, donde también actuaron Olinda Bozán y Mabel Manzotti, entre otras.

Realizó 1500  comedias de televisión, y supo destacarse en el teatro, el cine y la revista. Fue el creador del «teatro veraniego» en la ciudad de Mar del Plata, la costa atlántica argentina, y Villa Carlos Paz, con temporadas teatrales sensacionales.

## Últimos trabajos
Luego de un largo alejamiento del cine en 2000 es convocado para hacer un breve papel en Chicos ricos y dos años después, en 2001, compone al «Abuelo» en Un día de suerte, de Sandra Gugliotta, que se estrenó después de su fallecimiento. En 2009 una versión digital de Dario Vittori apareció en un capítulo de Casi Angeles interpretando a un fantasma

## Fallecimiento
Falleció por problemas de hemodinamia cerebral, consecuencia de un cáncer de próstata el 19 de enero de 2001 a los 79 años. Sus restos fueron inhumados en el cementerio privado Jardín de Paz. Era suegro del actor José Luis Mazza.